# Miguel Andújar
Miguel Enrique Andújar (né le 2 mars 1995 à San Cristóbal, République dominicaine) est un joueur de troisième but des Pirates de Pittsburgh de la Ligue majeure de baseball.

## Carrière
Miguel Andújar signe son premier contrat professionnel en juillet 2011 avec les Yankees de New York.
Il fait ses débuts dans le baseball majeur le 28 juin 2017 et est utilisé par les Yankees comme frappeur désigné. À son premier match, il frappe 3 coups sûrs en 4 présences au bâton, compilant un double, un but sur balles, un but volé et 4 points produits. Il est le premier joueur de l'histoire des Yankees à récolter 3 coups sûrs et 4 points produits à son premier match avec l'équipe. Ses 4 points produits représentent un nouveau record pour un joueur disputant son premier match dans les majeures avec les Yankees, battant l'ancienne marque de 3 établie par Billy Martin en 1950 et rééditée par Marv Throneberry en 1955. Il est aussi le premier nouveau joueur des Yankees à récolter 3 coups sûrs à ses débuts depuis Mike Pagliarulo en 1984.